# Primera División (Uruguay) 1966
Die Saison 1966 der Primera División war die 63. Spielzeit (die 35. der professionellen Ära) der höchsten uruguayischen Spielklasse im Fußball der Männer, der Primera División.
Die Primera División bestand in der Meisterschaftssaison des Jahres 1966 aus zehn Vereinen, deren Mannschaften in den insgesamt 90 Meisterschaftsspielen jeweils zweimal aufeinandertrafen. Es fanden 18 Spieltage statt. Die Meisterschaft gewann Nacional Montevideo als Tabellenerster vor Peñarol Montevideo und dem CA Cerro als Zweitem und Drittem der Saisonabschlusstabelle. Der Tabellenviertletzte Montevideo Wanderers stieg aus der Primera División in die Segunda División ab. Torschützenkönig wurde mit zwölf Treffern Araquem de Melo.

## Jahrestabelle
| Pl. | Verein                     | Sp. | S  | U | N  | Tore    | Diff. | Punkte |
| --- | -------------------------- | --- | -- | - | -- | ------- | ----- | ------ |
| 1.  | Nacional Montevideo        | 18  | 11 | 6 | 1  | 028:600 | +22   | 28     |
| 2.  | Peñarol Montevideo (M)     | 18  | 10 | 6 | 2  | 031:110 | +20   | 26     |
| 3.  | CA Cerro                   | 18  | 9  | 5 | 4  | 031:150 | +16   | 23     |
| 4.  | Rampla Juniors             | 18  | 9  | 4 | 5  | 026:180 | +8    | 22     |
| 5.  | Danubio FC                 | 18  | 8  | 6 | 4  | 024:150 | +9    | 22     |
| 6.  | Sud América                | 18  | 4  | 6 | 8  | 015:300 | −15   | 14     |
| 7.  | Montevideo Wanderers       | 18  | 5  | 3 | 10 | 018:290 | −11   | 13     |
| 8.  | Club Atlético Defensor (N) | 18  | 3  | 6 | 9  | 009:240 | −15   | 12     |
| 9.  | Centro Atlético Fénix      | 18  | 3  | 4 | 11 | 015:300 | −15   | 10     |
| 10. | Racing Club de Montevideo  | 18  | 4  | 2 | 12 | 023:420 | −19   | 10     |

| (M) | Meister der vorangegangenen Saison  |
| (N) | Aufsteiger aus der Segunda División |